# Театр (фильм, 1978)
«Теа́тр» (латыш. Teātris) — советский двухсерийный художественный телефильм 1978 года, снятый на Рижской киностудии. Режиссёр — Янис Стрейч. Экранизация одноимённого романа Сомерсета Моэма, вышедшего в 1937 году. Натурные съёмки картины прошли в Риге.

## Сюжет
Джулия Ламберт (Вия Артмане) — актриса, звезда лондонского театрального мира. Ведёт устоявшуюся жизнь: неизменный успех на сцене, высокая репутация, многолетний счастливый брак с Майклом Госселином (Гунар Цилинский), актёром, режиссёром и директором их общего театра, взрослый сын Роджер.
Прошедшая путь от провинциальной актрисы до всемирно признанной звезды, достигшая вершин профессионального мастерства, Джулия не вполне счастлива. Страстное чувство к мужу Майклу давно в прошлом, её огромная нежность и безумная страсть исчезла. Их заменила снисходительная доброта и лёгкое презрение к Майклу, к давнему поклоннику лорду Чарльзу Тэммерли, много лет безответно влюблённому в Джулию, ко всем мужчинам, которые тщетно пытаются добиться её расположения.
Так же поначалу относится Джулия и к благоговеющему перед её талантом молодому бухгалтеру Тому Феннелу (Ивар Калныньш). Впрочем, казавшийся робким Феннел вдруг неожиданно вовлекает Джулию в связь и становится её любовником. В упорядоченную жизнь миссис Лэмберт вновь входят восторги любви и всплески страстного желания. Но вместе с тем есть в ней и муки ревности, переживания по поводу ухода молодости (тем более заметного, коль скоро возлюбленный Джулии «так дьявольски молод»). Тем не менее она целиком отдаётся нахлынувшим чувствам.
Со временем Джулия узнаёт, что отношения с Томом ударили по её репутации, о них судачат, причём в основном из-за тщеславия её друга. Джулия вынуждена признаться себе, что Том её не любит, она была для него лишь «пропуском» в мир богемы и аристократии, где он теперь прочно закрепился и значительно улучшил своё финансовое состояние.
Особым ударом становится для Джулии известие о том, что Том ей изменяет с молоденькой бездарной актрисой Эвис Крайтон (Майя Эглите). Это становится последним ударом.
Перед героиней встаёт сложная задача: преодолеть своё чувство к недостойному её мужчине, спасти свою репутацию в свете, отомстить сопернице, наконец, снова взять в руки власть над своей жизнью. С помощью своего актёрского таланта и профессионального мастерства она обеспечивает провал дебюту Эвис. Делает она это так, что никто не понимает, что «утопила» Эвис именно Джулия. Лишь муж Джулии Майкл сумел разгадать, что провал Эвис при всей бездарности последней — дело рук его супруги.
После успешной постановки Том торопится в гримёрку Джулии и предлагает ей уехать с ним, но получает отказ. Джулия не хочет никого видеть. Она оставляет поклонников и репортёров и отправляется в то место, о котором давно мечтала и в чём давно себе отказывала — в ресторан для хорошего ужина. Рассматривая ресторанную публику, Джулия замечает: «Присмотритесь внимательно к этим людям. Вот настоящий театр… А настоящая жизнь [показывая при этом на сердце] здесь».

## В ролях
- Вия Артмане — Джулия Ламберт (озвучила Антонина Кончакова)
- Гунар Цилинский — Майкл Госселин, муж Джулии (озвучил Юрий Чекулаев)
- Ивар Калныньш — Том Феннел (озвучил Алексей Инжеватов)
- Юрис Стренга — драматург
- Петерис Гаудиньш — Роджер, сын Джулии (озвучил Алексей Золотницкий)
- Эдуард Павулс — Джим Лонгтон (озвучил Юрий Саранцев)
- Эльза Радзиня — Долли Де Фриз
- Майя Эглите — Эвис Крайтон
- Валентинс Скулме — лорд Чарльз Таммерли (озвучил Игорь Ясулович)
- Илга Витола — Иви (Старая Корова) (озвучила Римма Маркова)
- Айварс Лейманис[латыш.] — Анджело
- Раймонд Паулс — пианист
- Янис Стрейч — от автора (озвучил Николай Александрович)
- Волдемар Лобиньш — слуга Макс
- Александр Лейманис — эпизод
- Лилита Берзиня — мать Джулии
- Эвалдс Валтерс — капитан
- Ромуалдс Анцанс — актёр
- Байба Индриксоне — эпизод

## Съёмочная группа
- Режиссёр: Янис Стрейч
- Сценарист: Янис Стрейч
- Композитор: Раймонд Паулс (в титрах указан как Раймонд Паул)
- Оператор-постановщик: Харий Кукелс
- Художник-постановщик: Андрис Меркманис
- Звукооператор: Игорь Яковлев
- Художник по костюмам: Вечелла Варславане[латыш.]
- Художник-гримёр: Расма Пранде

## Производство
Изначально предполагалось, что картину будет снимать Гунар Цилинский. Цилинский планировал создать фильм с максимальным приближением к тексту Моэма и проводить натурные съёмки в Лондоне. Однако на производство было выделено всего 350 тысяч рублей, заграничная командировка при таком бюджете оказалась невозможной, и Цилинский отказался от съёмки. Стрейч, согласившийся стать режиссёром-постановщиком, провёл съёмки в Риге и стилизовал повествование, отойдя от буквального прочтения первоисточника. Как отмечает исполнитель роли Тома Феннела Ивар Калныньш, картине подобная трансформация пошла на пользу: «…в кадре нет никакого Биг Бэна или Темзы… Они и не нужны! В этом и есть вся прелесть фильма „Театр“ — в нём абсолютно нет Лондона». Однако Стрейч использовал массу «чисто английских знаков», которые сделали фильм более ярким и выигрышным.
По словам того же Калныньша, режиссёр угадал с подбором актёров вплоть до самых незначительных ролей: «Все персонажи — в десятку», а сам фильм стал бенефисом Вии Артмане.
Фильм оказался очень успешным, после премьеры «Театра» в Доме кино, Янис Стрейч сказал, что ни разу в жизни ещё не получал таких оваций.